# Atlético Club Retalhuleu
El Atlético Club Retalhuleu es un club de fútbol de Guatemala, representante del departamento Retalhuleu. Participa en el Torneo Nacional de Guatemala, no reconocido por la FIFA.
Este equipo nunca ha descendido a Primera División, y su único logro en la Liga ha sido ganar el título en el Clausura de 1961, pero en la Copa de Guatemala ha obtenido 2 títulos. El club tiene su archirrival, siendo este el AC Escuintla, y en el que los de Retalhuleu han ganado más partidos contra ellos.

## Historia
Como todos los equipos, nació con la idea de representar a su departamento.
Empezaría como un club novato, pero luego fue adhiriéndose a un buen fútbol, dando grandes retos, en 1961 ganaría su único título de liga hasta la fecha, pero no ha descendido ninguna vez.

## Victoria en Guatemala
Dándose a conocer como uno de los equipos fuertes, empezó a ganar torneos pequeños, como la Copa Costera que enfrentaba a los equipos situados en la costa sur del país, ganado 13 títulos de las 21 ediciones. Llegaría el gran momento de luchar en la Copa de Guatemala, consiguiendo solo 2 títulos, 1985 y 1999.

## La Copa de Guatemala
En la Copa de 1985, el AC Retalhuleu, llegó a ser campeón después de llegar a la final y enfrentarse a la poderosa FC Sacatepéquez, donde ganaron por un global de 2 a 0. Luego en la edición de 1999 luchó por el título en la final contra el CFA Izabal, donde ganaron con el resultado global de 6 a 4.

## Década Reciente
En esta década del 2000, el equipo costero ha brillado poco, en la liga no ha podido conseguir otro título, siendo superado siempre en semifinal o en cuartos, en el Torneo Nacional Apertura 2011, perdió el sexto puesto, descendiendo al octavo, quedando fuera de la zona de clasificación.
En los últimos años el club a fichado a varios jugadores, como el español Rodrigo Férnandez, que es la figura del equipo, y siendo este jugador, que ha hecho que el AC Retalhuleu y el CSF C. Guatemala, tengan una rivalidad muy conocida en la liga, pero lamentablemente el club capitalino, los ha superado la mayor parte de las veces que se han enfrentado.
- Datos: Q5710967